# Engelbert George van Bisselick

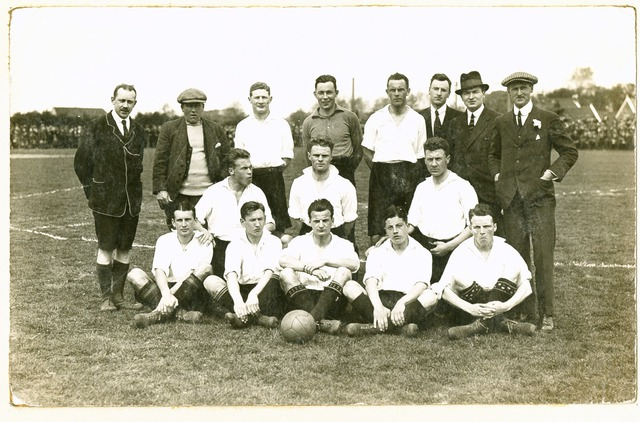
Van Bisselick (l.) mit der Mannschaft von Be Quick Groningen nach dem Sieg gegen VOC Rotterdam, der den Meisterschaftsgewinn 1920 brachte

Engelbert George van Bisselick (* 15. April 1886 in Breda; † 30. Mai 1971) war ein niederländischer Fußballfunktionär und -schiedsrichter.

## Sportlicher Werdegang
Van Bisselick, der nach einer Knieverletzung seine Ambitionen als Fußballspieler zurückstecken musste, wurde insbesondere in den 1910er und 1920er Jahren als Schiedsrichter im höherklassigen niederländischen Fußball eingesetzt, dabei leitete er zweimal das Finalspiel im Wettbewerb um den KNVB-Pokal. Erstmal stand er im Wettbewerb um den KNVB-Pokal 1908/09 beim in Dordrecht ausgetragenen Endspiel zwischen Quick Den Haag und der VOC Rotterdam auf dem Feld, fünf Jahre später pfiff er das Duell zwischen dem Dordrechtsche FC und dem HFC Haarlem im Amsterdamer Het Houten Stadion um den KNVB-Pokal 1913/14.
Auch international kam van Bisselick als Schiedsrichter zum Einsatz. Am 8. Januar 1928 leitete er das Aufeinandertreffen der belgischen Nationalmannschaft gegen die österreichische Auswahlmannschaft im Daring-Stadion in Molenbeek-Saint-Jean/Sint-Jans-Molenbeek, bei dem der Gast einen 2:1-Auswärtserfolg feierte. Dies blieb der einzige Länderspieleinsatz des Niederländers als Hauptschiedsrichter.
Zwischen 1910 und 1955 saß van Bisselick im Vorstand des regionalen Haagsche Voetbalbond, nach dem Zweiten Weltkrieg war er dessen Vorsitzender.